# Sicuani
Sicuani – miasto w Peru, w regionie Cuzco, stolica prowincji Canchis. Według danych z 2009 roku liczyło 45 000 mieszkańców.
Miasto jest ważnym centrum rolniczym i stolicą prowincji. Można w nim zwiedzać niewielkie ludwisarnie produkujące gitary oraz małe warsztaty przerabiające wełnę alpak i skóry lam. W pobliżu znajdują się ruiny Raqchi.